# DeMarco Dickerson
DeMarco Dickerson (Detroit, 18 agosto 1997) è un cestista statunitense con cittadinanza emiratina.

## Carriera

### Club
DeMarco Dickerson è nato a Detroit in Michigan nel 1997. Dopo aver frequentato la Loyola High School, entra nel Kalamazoo College con cui prende parte alla NCAA Division III, dopo due stagioni si trasferisce per un anno presso il Macomb Comunity College , per poi giocare nei due suoi ultimi anni di college con la maglia dei Siena Heights University, squadra in cui si afferma anche come miglior marcatore della stagione 2019-2020. 
Terminata, nel 2020, l'avventura collegiale DeMarco rimane fermo durante tutta la stagione 2020-2021, a causa di alcuni problemi con il suo agente; Dickerson aveva firmato con un agente dopo il college, e preso parte ad alcuni workout , ma nel momento in cui l'agente gli disse di aver raggiunto un accordo con una squadra per giocare all'estero, tale accordo si dimostrò illegittimo. Dickerson trovò un nuovo agente e qualche mese dopo si per trasferirsi in Svezia, per giocare nella Svenska basketligan 2021-2022, per gli Umeå BSKT; chiude la sua prima stagione da professionista con 14.3 punti, 3.9 rimbalzi, 2.5 assist e 1.8 palle rubate a partita.
Nell'estate 2022 gioca nella Canadian Elite Basketball League con la maglia degli Edmonton Stingers, dove conclude la competizione con 12.1 punti, 3.1 rimbalzi e 3.2 assist a partita. DeMarco è tornato in Europa per il secondo anno della sua carriera da professionista, giocando tra Ungheria e Repubblica Ceca per la stagione 2022-2023: nella prima parte di stagione ha giocato per l'Hübner Nyíregyháza BS, nella Nemzeti Bajnokság I/B (seconda divisione ungherese), mentre nella seconda parte ha vestito la maglia del Pardubice, squadra militante nella Národní basketbalová liga.
Nel febbraio 2024, dopo aver lasciato l'Europa al termine della stagione precedente, ha firmato con il Zamalek al Cairo, in Egitto, con cui ha preso parte alla Egyptian Basketball Super League.
Nell'ottobre del 2024 DeMarco ha firmato un contratto biennale con l'Al Sharjah, squadra della UAE Basketball League.

### Nazionale
All'inizio della stagione 2023-2024, DeMarco ha avuto l'opportunità di ottenere la doppia cittadinanza negli Emirati Arabi Uniti e dall'estate 2023 ha giocato con la maglia della nazionale degli Emirati Arabi Uniti. Con gli Emirati Arabi Uniti ha preso parte alla Coppa delle Nazioni Arabe 2023, con DeMarco che ha condotto la nazionale al quarto posto finale, venendo anche inserito nell'All-Arab Nations Cup First Team al termine dell'edizione.
Il 25 novembre 2024 al termine della partita di qualificazione per la FIBA Asia Cup 2025, vinta dagli Emirati Arabi Uniti per 90-77 sul Bahrein, DeMarco Dickerson ha fatto registrare a referto, 16 punti, 15 rimbalzi e 10 assist, oltre a 4 recuperi, ed è diventato il primo di sempre a realizzare una tripla doppia nella storia delle Qualificazioni alla FIBA Asia Cup, da quando questo formato è stato introdotto nel 2017.

## Palmares

### Titoli Nazionali
- UAE Basketball League: 1

Sharjah: 2024-2025
- UAE Federetion Cup: 1

Sharjah: 2025